# 杉山翔大
杉山 翔大（すぎやま しょうた、1991年2月10日 - ）は、千葉県旭市出身の元プロ野球選手（捕手）。右投右打。
2023年現在では中日ドラゴンズのブルペンキャッチャーを務める。

## 経歴

### プロ入り前
千葉県旭市立中央小学校3年時に、強豪少年野球チームとして地元では知られた「旭中央サンチャイルド」に入り、内野手として野球を始める。
旭市立第二中学校では軟式野球部に所属し、2年時に三塁手として関東大会出場。3年時は投手兼遊撃手で副将。
東総工業高等学校に進学し、捕手に転向。1年時の夏からレギュラーとなり、2年時の秋から主将を務め県ベスト4に導く。この時、打率.762の好成績を残している。3年時の夏は、東千葉大会ベスト8で成田国際高に1-2で敗れた。甲子園出場経験はなし。
高校卒業後は、早稲田大学進学、野球部に入部する。1年時の春から斎藤佑樹とバッテリーを組むなど、細山田武史の後を受けて捕手のレギュラーに定着。その後は、打力を活かすために2年時の秋から一塁手に転向。3年時は三塁手、4年時は再び一塁手として起用された。3年時の春までは伸び悩んだが、下半身を生かすノーステップ打法を取り入れ打撃が安定する。4年時の秋は打率.389、2本塁打、15打点で戦後13人目となる東京六大学リーグの三冠王を獲得した。3年時秋に三塁手で、4年時は春・秋と一塁手でベストナインに選出された。リーグ通算91試合、打率.301、319打数96安打、9本塁打、56打点、9盗塁、52四死球、49三振、8失策。
全国大会には2度出場しており、2年時秋の第41回明治神宮野球大会で斎藤佑樹、福井優也、大石達也、土生翔平らを擁し初優勝を経験。4年時の春も第61回全日本大学野球選手権大会で再び優勝を経験している。
2012年10月25日に行われたプロ野球ドラフト会議で中日ドラゴンズから4位指名を受け、契約金推定5000万円、年俸推定1200万円で契約で合意して、入団。大学時代の同級生には田川雄理がいる。

### 中日時代
2013年（1年目）と2014年（2年目）は一軍出場なしに終わった。
2015年、5月20日の広島東洋カープ8回戦（豊橋市民球場）、5回裏に山井大介の代打で一軍初出場を果たす。この年は桂依央利とともに起用され、チームの捕手で最多の67試合に出場。打率.183、3本塁打、17打点ながら、得点圏打率.273を記録した。11月12日に行われたオフの契約更改では768万円増（105%増）の推定年俸1500万円でサインした。
2016年、4月16日の対阪神タイガース5回戦（ナゴヤドーム）にて9回裏マルコス・マテオから自身初のサヨナラ打となるタイムリーツーベースヒットを放った。このサヨナラ打で2016年3・4月度のスカパー！サヨナラ賞を受賞した。7月24日の対東京ヤクルトスワローズ戦でバレンティンのバットが頭部を直撃して負傷交代した。この年はシーズン序盤から桂とともに併用で起用され、シーズン後半からは桂の故障もありほとんどの試合でマスクをかぶり自己最多の104試合に出場。打率.260、得点圏打率.333と前年に比べ大幅に成績を伸ばし11月8日に行われた契約更改で1080万円増（72％増）の推定年俸2580万円でサインした。
2017年は打率.091と極度の打撃不振に陥り、松井雅人に正捕手を奪われた。10月のフェニックス・リーグで打者のバットが頭部を直撃して脳震盪を起こす不運に見舞われた。11月18日、22%ダウンの推定年俸2000万円で契約更改した。
2018年は一軍出場なしに終わった。11月8日、500万円ダウンの推定年俸1500万円で契約更改した。
2019年も一軍出場なしに終わり、10月1日に戦力外通告を受けた。12月2日に自由契約公示された。

### 琉球時代
2019年11月25日、2020年より始動する沖縄初のプロ野球チーム・琉球ブルーオーシャンズに入団することが発表された。複数の独立リーグから声がかかったが、新球団の立ち上げという点に魅力を感じ、若い選手への指導がセカンドキャリアを考えていく上でプラスになるという判断から琉球入団を選択した。そのため、琉球でも登録上は選手専任だが、チームにバッテリーコーチがいないこともあって春季キャンプでは捕手の技術指導にもあたっていた。
2021年、新型コロナウイルスの影響でチームの活動が休止している中、退団を申し出、9月17日付で福地元春とともに自由契約となった。自身のSNSでは野球を続ける意向であることを表明した。

### 社会人野球時代
2021年12月10日に自身のSNSで、2022年からは岡山県美作市の社会人野球クラブチーム・ショウワコーポレーション硬式野球部でコーチ兼任でプレーすることを報告した。同チームは、中日と琉球でチームメイトだった亀澤恭平が2022年からの監督を務める。同年オフに現役引退。

### 現役引退後
現役引退の報告と同時に、ブルペンキャッチャーとして中日へ復帰することを、自身のインスタグラムで発表した。2023年からブルペンキャッチャーとして背番号102を着用。同年11月にはアジアプロ野球チャンピオンシップの日本代表にもブルペンキャッチャーとして帯同した。

## 選手としての特徴・人物
遠投115メートル、二塁送球1.81秒の強肩が武器の捕手。リードについて中日時代のバッテリーコーチである小川将俊は「打者の読みを外すのは上手いが、投手と一緒になって酔ってしまう事がある」と評している。
打撃では、ノーステップ打法から放つ長打力が売り。但し本人は長距離打者とは自覚しておらず、「センター前へのクリーンヒットが理想」と語っている（週刊ベースボールより）。
捕手というポジションに強いこだわりを持っており、大学2年時に内野手にコンバートされた際には、そのショックを3年時春まで引きずった。しかし、三塁手としてプレーしたことが、スローイング精度の向上に繋がったと語っている。
ドラフト指名後に出演したテレビ番組で、自身の愛称について「ファンの方々もスギちゃんならすぐに覚えて下さると思うので」と話し、お笑い芸人のスギちゃんと同じものを希望した。
卒業論文のテーマは、「スイングスピードと飛距離」。

## 詳細情報

### 年度別打撃成績
| 年 度    | 球 団    | 試 合 | 打 席 | 打 数 | 得 点 | 安 打 | 二 塁 打 | 三 塁 打 | 本 塁 打 | 塁 打 | 打 点 | 盗 塁 | 盗 塁 死 | 犠 打 | 犠 飛 | 四 球 | 敬 遠 | 死 球 | 三 振 | 併 殺 打 | 打 率 | 出 塁 率 | 長 打 率 | O P S |
| -------- | -------- | ----- | ----- | ----- | ----- | ----- | -------- | -------- | -------- | ----- | ----- | ----- | -------- | ----- | ----- | ----- | ----- | ----- | ----- | -------- | ----- | -------- | -------- | ----- |
| 2015     | 中日     | 64    | 161   | 153   | 8     | 28    | 3        | 0        | 3        | 40    | 17    | 1     | 1        | 3     | 0     | 3     | 1     | 2     | 33    | 3        | .183  | .209     | .261     | .470  |
| 2016     | 中日     | 104   | 311   | 269   | 26    | 70    | 11       | 3        | 3        | 96    | 27    | 1     | 2        | 8     | 1     | 30    | 1     | 3     | 60    | 8        | .260  | .340     | .357     | .697  |
| 2017     | 中日     | 39    | 83    | 66    | 1     | 6     | 0        | 0        | 0        | 6     | 1     | 0     | 0        | 5     | 1     | 9     | 1     | 2     | 16    | 1        | .091  | .218     | .091     | .309  |
| NPB：3年 | NPB：3年 | 207   | 555   | 488   | 35    | 104   | 14       | 3        | 6        | 142   | 45    | 2     | 3        | 16    | 2     | 42    | 3     | 7     | 109   | 12       | .213  | .284     | .291     | .575  |

### 年度別守備成績
| 年 度 | 球 団 | 捕手  | 捕手  | 捕手  | 捕手  | 捕手  | 捕手     | 捕手  | 捕手     | 捕手     | 捕手     | 捕手     |
| 年 度 | 球 団 | 試 合 | 刺 殺 | 補 殺 | 失 策 | 併 殺 | 守 備 率 | 捕 逸 | 企 図 数 | 許 盗 塁 | 盗 塁 刺 | 阻 止 率 |
| ----- | ----- | ----- | ----- | ----- | ----- | ----- | -------- | ----- | -------- | -------- | -------- | -------- |
| 2015  | 中日  | 61    | 340   | 31    | 7     | 4     | .981     | 4     | 34       | 22       | 12       | .353     |
| 2016  | 中日  | 101   | 597   | 73    | 4     | 9     | .994     | 1     | 55       | 37       | 18       | .327     |
| 2017  | 中日  | 37    | 168   | 24    | 3     | 3     | .985     | 3     | 17       | 10       | 7        | .412     |
| 通算  | 通算  | 199   | 1105  | 128   | 14    | 16    | .989     | 8     | 106      | 69       | 37       | .349     |

### 表彰
- 月間サヨナラ賞：1回 （2016年3・4月）

### 記録
- 初出場：2015年5月20日、対広島東洋カープ8回戦（豊橋市民球場）、5回裏に山井大介の代打で出場
- 初打席：同上、5回裏に大瀬良大地から右飛
- 初安打：同上、6回裏に大瀬良大地から中前安打
- 初先発出場：2015年5月26日、対福岡ソフトバンクホークス1回戦（ナゴヤドーム）、8番・捕手で先発出場
- 初打点：2015年5月31日、対北海道日本ハムファイターズ3回戦（札幌ドーム）、4回表に有原航平から左翼適時二塁打
- 初本塁打：2015年6月27日、対広島東洋カープ9回戦（MAZDA Zoom-Zoom スタジアム広島）、2回表に前田健太から左越3ラン
- 初盗塁：2015年8月20日、対広島東洋カープ18回戦（ナゴヤドーム）、6回表に二盗（投手：戸田隆矢、捕手：會澤翼）

### 背番号
- 33 （2013年）
- 45 （2014年 - 2019年）
- 22 （2020年 - 2021年9月16日）
- 102 （2023年 - ）

### 登場曲
- 「Roar」Katy Perry（ - 2015年8月）
- 「HOMETOWN」逗子三兄弟（2015年）
- 「ありがとう〜旅立ちの声〜」ベリーグッドマン（2016年）
- 「おかん～yet～」ベリーグッドマン（2017年 - ）